# Helitaxi
Een helitaxi is een taxi welke vervoer van personen per helikopter aanbiedt.
Commerciële aanbieders in binnen- en buitenland bieden reeds langer taxidiensten aan per helikopter of klein (water)vliegtuigje. Op 4 september 2006 werd binnen het Nederlandse openbaar vervoer de eerste helikopter "lijndienst" in gebruik genomen door een samenwerking tussen Connexxion en Helinet. Bij de indiensttreding hiervan bleek dat er de vraag was opgeworpen of dergelijke initiatieven voor wat betreft wet- en regelgeving wel waren toegestaan in Nederland. Voorts is in Zuid-Limburg de Brull Heliservice bekend waar de helitaxi-service geldt als aanvulling op bestaande reguliere taxidiensten.
In bijvoorbeeld Scandinavië, Frankrijk, Canada en Hong Kong zijn reeds langer (uitgebreide) heuse lijndiensten per helikopter in gebruik.